# C’mon Let Me Ride
«C’mon Let Me Ride» — песня американской исполнительницы и автора песен Скайлар Грей, выпущенная 11 декабря 2012 года как лид-сингл из её второго студийного альбома Don’t Look Down, 2013 года. Соавторами и продюсерами трека стали Alex Da Kid и Майк Дель Рио, как приглашённый артист выступил рэпер Eminem. На радио песня вышла в январе 2013 года. В композиции использован семпл из песни «Bicycle Race» (1978) британской рок-группы Queen.

## Видеоклип
Клип на песню был снят в октябре 2012 года и выпущен 11 декабря 2012 года на канале VEVO и MTV. Скайлар рассказала, что в видео посмеялась над проявлением чрезмерной сексуальности. Режиссёрами клипа стали Исаак Рентз, Eminem и Скайлар Грей. Также в видео содержится реклама портативной колонки от рэпера Dr. Dre.

## Список композиций
Цифровая загрузка
1. «C’mon Let Me Ride» (featuring Eminem) — 3:50

Цифровое Remixes EP
1. «C’mon Let Me Ride» (Valentino Khan remix) — 3:08
2. «C’mon Let Me Ride» (Mikael Weermets & Danny Avila's trapstep remix) — 4:14

## Чарты
| Чарт (2012-13)                             | Высшая позиция |
| ------------------------------------------ | -------------- |
| Бельгия/Фландрия (Ultratip Bubbling Under) | 47             |
| Бельгия/Валлония (Ultratip Bubbling Under) | 37             |
| Канада (Billboard Canadian Hot 100)        | 82             |
| Чехия (Rádio — Top 100)                    | 51             |
| Ирландия (IRMA)                            | 52             |
| Новая Зеландия (Recorded Music NZ)         | 17             |
| США (Billboard Pop Airplay)                | 33             |

## Релиз
| Страна   | Дата              | Формат                 | Лейбл                     |
| -------- | ----------------- | ---------------------- | ------------------------- |
| Канада   | December 11, 2012 | Digital download       | Interscope Records        |
| Франция  | December 11, 2012 | Digital download       | Interscope Records        |
| Германия | December 11, 2012 | Digital download       | Interscope Records        |
| США      | December 11, 2012 | Digital download       | Interscope Records        |
| США      | January 15, 2013  | Contemporary hit radio | KIDindaCORNER, Interscope |